# Eugenia caducibracteata
Eugenia caducibracteata är en myrtenväxtart som beskrevs av Mazine. Eugenia caducibracteata ingår i släktet Eugenia och familjen myrtenväxter. Inga underarter finns listade i Catalogue of Life.